# Aéroport de Saint-Louis (Sénégal)
L'aéroport de Saint-Louis est un aéroport international situé près de Saint-Louis (Sénégal), sur la route de Dakar Bango.
Il sert aussi parfois d'aéroport de dégagement lorsqu'un atterrissage à l'aéroport de Dakar n'est pas possible.
Refait entièrement à neuf avec un investissement de 34 millions de USD, il est inauguré le 14 juillet 2022 et baptisé Aéroport international Ousmane Masseck Ndiaye du nom d'un ancien maire de Saint-Louis.

## Histoire
L'aéroport a été utilisé par l'aviateur français Jean Mermoz de 1927  jusqu'en 1936, l'année de sa disparition. Il y a atterri pour la première fois le 27 mai 1927.

## Caractéristiques
Sa piste de 2 450 m lui permet d'accueillir des gros porteurs et il est désormais classé en catégorie 6. Néanmoins d'importants travaux ainsi qu'une extension semblent nécessaires.
En 2001, 1 026 aéronefs et 12 005 passagers y ont transité. Sa fréquentation est en légère progression.

## Situation
| \| 50 km1:10 137 000 \| Saint-Louis · XLS Ziguinchor Dakar · DKR Dakar · DSS Kolda Cap Skirring Kédougou Tambacounda Linguère Kaolack |
| 50 km1:10 137 000 |